# Альвера Мукабарамба
Альвера Мукабарамба — лікар-педіатр та політик в Руанді, яка обіймає посаду державного міністра з питань місцевого самоврядування, відповідальним за соціальні справи в кабінеті міністрів Руанди, з 10 жовтня 2011 року.

## Походження та навчання
Альвера Мукабарамба народилася в Руанді 1 березня 1960 року. Навчалася в Першому державному медичному університеті імені І. П. Павлова в Санкт-Петербурзі, де одержала фах лікаря-педіатра, одержавши науково-освітній ступінь доктора філософії з цієї спеціальності.

## Кар'єра
Політична кар'єра Альвери Мукабарамби почалася в 1999 році, коли вона стала членом Національної перехідної асамблеї, і обіймала цю посаду до 2003 року. З 2003 по жовтень 2011 року вона працювала сенатором у двопалатному парламенті Руанди. Потім 10 жовтня 2011 року її призначили державним міністром із соціальних справ і розвитку громади в Міністерстві місцевого самоврядування, замінивши покійну Крістіну Ньятаньї, яка померла в лікарні в Брюсселі у Бельгії. З тих пір вона обіймає міністерську посаду в уряді й зберегла свій портфель під час ротацій в кабінеті міністрів Руанди, включаючи кадрові зміни 31 серпня 2017 року.

## Політична діяльність
Макарамба є членом Партії прогресу і злагоди (PPC). Двічі балотувалася на посаду Президента Руанди. Уперше, в 2003 році вона зняла свою кандидатуру і на посаді залишився Поль Кагаме. Альвера Мукабарамба знову балотувалася на посаду Президента в 2010 році, але програла.
У 2012 році її обрали на посаду президента «Форуму політичних партій Руанди» (FFFP), організації, яка об'єднує всі політичні партії країни для сприяння національній єдності.